# Fukuisaurus tetoriensis
Fukuisaurus tetoriensis es la única especie conocida del género extinto  Fukuisaurus  ("lagarto de Fukui")  de dinosaurio ornitópodo hadrosauroideo que vivió a principio del período Cretácico, hace aproximadamente 125 millones de años, en el Barremiense, en lo que es hoy Asia. Vivió en lo que es hoy Japón. Los restos de Fukuisaurus, フクイサウルス, fueron descubiertos en 1990, en Katsuyama en la Prefectura de Fukui. El espécimen tipo no fue descrito hasta 2003 por Kobayashi y Azuma. El cráneo de este hadrosauroideo fue descubierto en los depósitos fluviales de la Formación Kitadani.  Los especímenes tipo son FPDM-V-40-1, maxilar derecho, y FPDM-V-40-2, yugal derecho. Otros elementos de un cráneo y una placa esternal derecha también han sido recuperados. Desde 2003 se han realizado hallazgos mucho más extensos y ahora se conoce gran parte del esqueleto.
Fukuisaurus tenía una articulación muy fuerte entre el vómer y el maxilar, indicando que el cráneo no poseía movimiento como en los iguanodóntidos o los hadrosáuridos. El análisis filogenético muestra que era más derivado que Iguanodon y Ouranosaurus pero menos que Altirhinus, Probactrosaurus, Eolambia, Protohadros, Bactrosaurus y Telmatosaurus. En 2010 Gregory S. Paul estimó la longitud del animal en 4.5 metros, mientras que su peso sería de cuatrocientos kilogramos. Fue un animal bípedo, opcionalmente cuadrúpedo, era similar en general a Iguanodon , Ouranosaurus y Altirhinus. De acuerdo con los descriptores, Fukuisaurus fue único en que su cráneo no era cinético, el maxilar estaba tan fuertemente fusionado con el vómer que un movimiento de masticación lateral hubiera sido imposible.